# Niinistö (Kouvola)
Pour les articles homonymes, voir Niinistö.
Niinistö est un quartier de Valkeala à Kouvola en Finlande .

## Description
Le quartier de Niinistö est un paysage champêtre avec des petites maisons, qui est situé au sud du village de Valkeala. 
Des plages de baignade et des embarcadères se trouvent à proximité, à huit kilomètres du centre de Kouvola.
Niinistö a une école primaire et Jokelantörmä abrite le château d'eau de Valkeala, un S-Market, une caserne de pompiers, une maison de service et deux restaurants.
Les quartiers voisins sont Valkealan kirkonkylä, Jokela, Aitomäki, Utti et Tykkimäki.

## Galerie

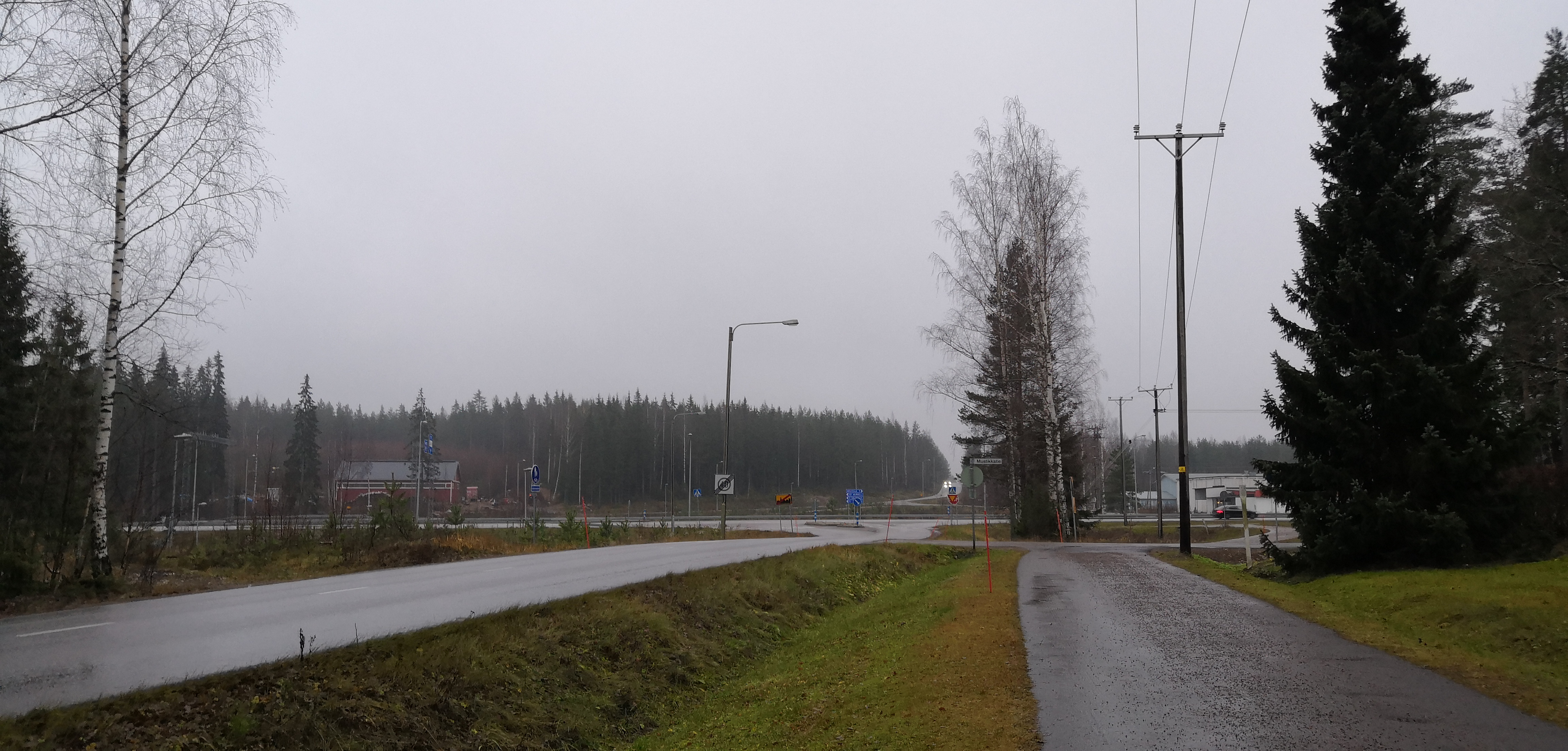
Croisement de la Jyrääntie et de la valtatie 15.